# Apolipoproteína B
La apolipoproteína B, también llamada ApoB, es una proteína que tiene una importante función en el metabolismo de los lípidos. Es el principal constituyente proteico de las lipoproteínas de muy baja densidad (VLDL) y de las lipoproteínas de baja densidad (LDL), también está presente en las lipoproteínas de densidad intermedia y los quilomicrones, pero no forma parte de las lipoproteínas de alta densidad.

## Biología molecular
La apolipoproteína B se encuentra en el plasma en 2 isoformas principales, ApoB48 y ApoB100. La primera es sintetizada exclusivamente por el intestino delgado, la segunda por el hígado.
La ApoB48 es producto del mismo gen que la apo B100. El ARN mensajero procedente del gen  de la apoB100 se modifica en el intestino humano por un complejo enzimático, esto provoca la aparición de un codón de finalización prematuro en la posición 48, por este motivo la proteína ApoB48 es más corta y su peso molecular inferior.

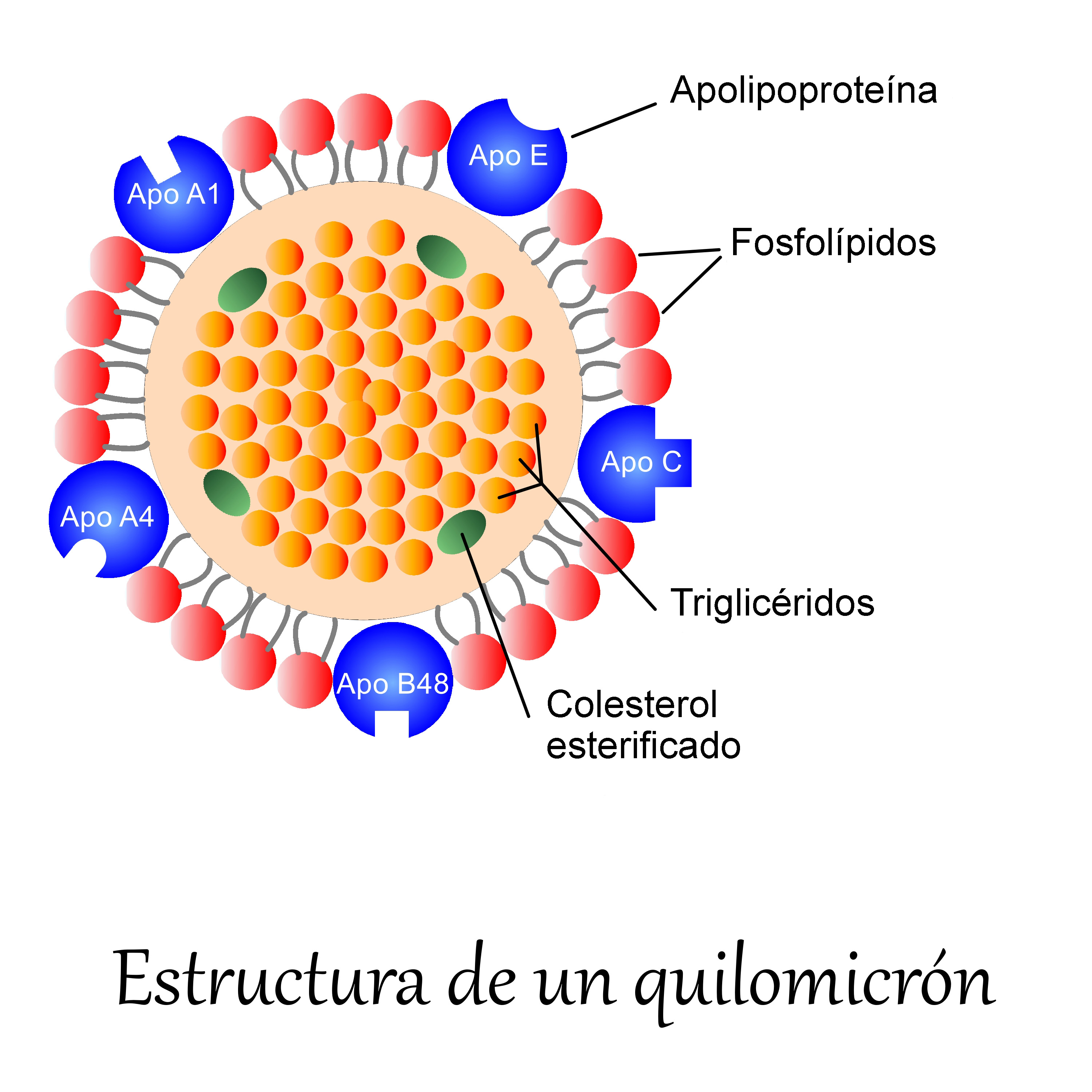

### ApoB48
La ApoB48 está asociada a los quilomicrones. Su masa molecular es 240 000 Daltons (Da). Su función es el transporte y eliminación del colesterol.

### ApoB100
La ApoB100 tiene masa molecular de 513 000 Da, siendo una de las mayores cadenas polipeptídicas conocidas, forma parte de las lipoproteínas de baja densidad (LDL), de las lipoproteínas de muy baja densidad (VLDL) y de las lipoproteínas de densidad intermedia (IDL). La ApoB100 actúa como ligando del receptor de las LDL.

## Aterosclerosis
La molécula de ApoB está asociadas con las lipoproteínas de muy baja densidad (VLDL), las lipoproteínas de densidad intermedia (IDL), las lipoproteínas de baja densidad (LDL) y los quilomicrones. Todas estas partículas favorecen la aterosclerosis y contienen una molécula de ApoB, por este motivo la concentración plasmática total de ApoB es fiel reflejo del número total de partículas aterogénicas que se encuentran en la sangre.
Los niveles elevados en la concentración de ApoB en sangre tienen una relación positiva con los niveles de colesterol total y con los de LDL-colesterol y son indicativos de un riesgo cardiovascular elevado. Estos pacientes presentan frecuentemente niveles altos de triglicéridos y bajos de HDL-colesterol, el llamado colesterol bueno.